# Nikolaus Reisinger

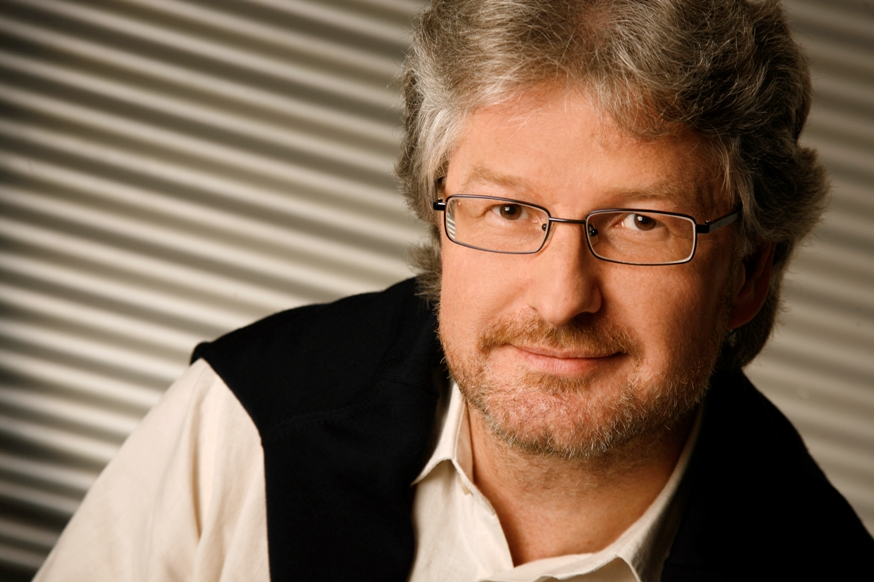
Nikolaus Reisinger (2007)

Nikolaus Reisinger (* 1958) ist ein österreichischer Historiker und Hochschullehrer an der Universität Graz mit der Lehrbefugnis für Wirtschafts- und Sozialgeschichte mit besonderer Berücksichtigung der Technikgeschichte. Gemeinsam mit Friedrich Bouvier ist er seit 2002 Schriftleiter des Historischen Jahrbuchs der Stadt Graz.

## Werke (Auswahl)
- Nikolaus Reisinger: Franz Riepl und seine Bedeutung für die Entwicklung des österreichischen Eisenbahnwesens; Dissertation an der Karl-Franzens-Universität Graz, Graz 1999.

- Friederike Goldmann, Nikolaus Reisinger, Alfred Hoffmann, Ernö Deák: Das Österreichische Städtebuch. Die Städte der Steiermark. M – Z: BD 6 / TEIL 4. Verlag der österreichischen Akademie der Wissenschaften, 1995, ISBN 978-3-7001-2521-1.
- Harald Heppner, Alois Kernbauer, Nikolaus Reisinger (Hrsg.): In der Vergangenheit viel Neues. Spuren aus dem 18. Jahrhundert ins Heute; Braumüller Schulbuch & Wissenschaft, 2004, ISBN 978-3-7003-1477-6.
- Harald Heppner, Nikolaus Reisinger (Hrsg.): Wandel einer Landschaft. Das „lange“ 18. Jahrhundert und die Steiermark. Böhlau, 2006, ISBN 978-3-205-77526-3.
- Elke Murlasits, Gottfried Prasenc, Nikolaus Reisinger (Hrsg.): Lend. Gries: Geschichten. Räume. Identitäten; Leykam, 2009, ISBN 978-3-7011-7653-3.